# Transtyretin

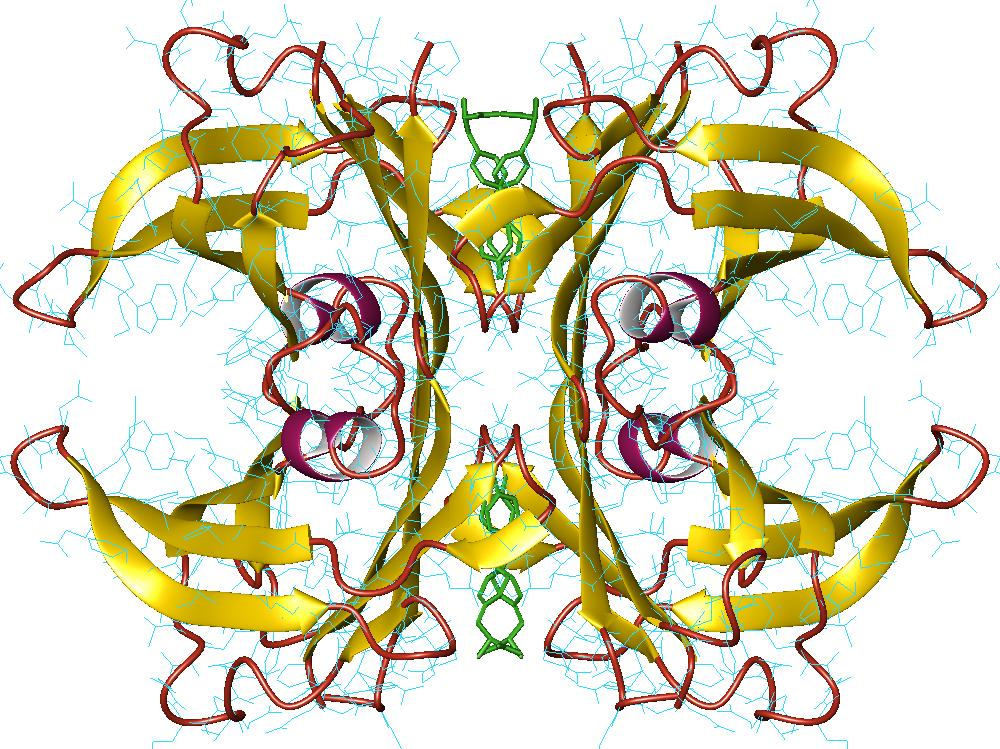
Transtyretin tetramer, human.

Transtyretin , tidigare kallat prealbumin, är ett transportprotein, som bland annat transporterar vitamin A och sköldkörtelhormon. Namnet prealbumin kommer från att proteinet migrerar före albumin vid elektrofores. Transtyretin bildas i levern. 

Transtyretin är en god indikator på malnutrition. 
Låga värden vid analys av plasma kan indikera akut inflammation, hypertyreos, svält, fasta eller levercirros (så kallad skrumplever). 